# Gornja Košana
Gornja Košana este o localitate din comuna Pivka, Slovenia, cu o populație de 144 de locuitori.